# Tabeayo
Tabeayo (llamada oficialmente San Martiño de Tabeaio) es una parroquia española del municipio de Carral, en la provincia de La Coruña, Galicia.

## Entidades de población
Entidades de población que forman parte de la parroquia:
- La Iglesia (A Eirexa)
- Aspra (A Aspra)
- Azoreira (A Azoreira)
- Belvís
- Breja (A Brexa)
- Cambela
- Camiño do Castro
- Corposanto (forma que aparece en el INE) o Corpo Santo (nombre oficial hasta 1998) (O Corpo Santo)
- Currás (Os Currás)
- Esperón
- Gosende
- Lameira (A Lameira)
- Lodeiro (O Lodeiro)
- Pedrido (O Pedrido)
- Piñeiro (O Piñeiro)
- Piñeiro de Arriba
- Salgueiras (As Salgueiras)
- Sobrepiñeiro
- Tarroeira (A Tarroeira)
- Vilamouro
- Vistarreal (Vista Real)

## Demografía
| Gráfica de evolución demográfica de Tabeayo entre 2000 y 2018 |
|                                                               |
| Datos según el nomenclátor publicado por el INE.              |